# شهرستان دولنی دابنیک
شهرستان دولنی دابنیک (به بلغاری: Dolni Dabnik Municipality) یک شهرستان در بلغارستان است که در استان پلون واقع شده‌است. شهرستان دولنی دابنیک ۳۱۰ کیلومتر مربع مساحت و ۱۴٬۴۳۸ نفر جمعیت دارد.